# La família Addams (pel·lícula)
La família Addams (títol original en anglès: The Addams Family) és una pel·lícula estatunidenca de comèdia i terror de 1991 dirigida per Barry Sonnenfeld, basada en la història original de Charles Addams. Ha estat doblada al català.

## Argument
Els Addams, una família gòtica i macabra, corren el risc de perdre el seu tresor de monedes d'or per culpa de Tully Alford (Dan Hedaya), un advocat deshonest de qui els Addams són clients i ara estan en serioses dificultats financeres.
Per no tenir problemes, Abigail Craven (Angelina Hantseykins), el fill Gordon (Christopher Lloyd) i els seus cuidadors, estan disposats a fer qualsevol cosa per rebre els diners. Alford té una idea en notar que Gordon és molt semblant a Fester, el germà de Gomez Addams (Raúl Juliá), el cap de família, que fa 25 anys que vol trobar al seu germà. Així mateix, Gordon fingeix ser l'Oncle Fester i intenta trobar la fortuna que paga les despeses de Morticia (Anjelica Huston), Gomez, Wednesday (Christina Ricci), Pugsley (Jimmy Workman) i l'àvia (Judith Malina). Però el pla no és tan simple com sembla, ja que els Addams són una família ben peculiar.
A més d'això, Gordon es troba tan ben sent l'Oncle Lucas que comença a sentir-se part de la família, que fins i tot la conformen el majordom Lurch (Carel Struycken) i una mà sense cos, Thing (Christopher Hart).

## Repartiment
- Anjelica Huston - Morticia
- Raúl Juliá - Gomez Addams
- Christopher Lloyd - Fester Addams / Gordon
- Christina Ricci - Dimecres Addams
- Judith Malina - Àvia Addams
- Jimmy Workman - Pugsley Addams
- Carel Struycken - Lurch
- Christopher Hart - Thing
- John Franklin - Cosí Itt
- Angelina Hantseykins - Abigail Craven
- Dan Hedaya - Tully Alford
- Dana Ivey - Margaret Alford
- Paul Benedict - George Womack

## Producció
La pel·lícula va ser originalment desenvolupada a Orion Pictures (que, en aquell moment, tenia els drets a la sèrie de televisió en la qual la pel·lícula es basa a causa de la seva propietat de la Filmways biblioteca i posteriorment rellançat en silenci per Metro-Goldwyn-Mayer l'11 de setembre de 2014). Però a causa dels problemes financers de l'estudi, Paramount Pictures va intervenir per completar la pel·lícula i gestionar la Repartiment d'Amèrica del Nord; Orion va retenir els drets internacionals, encara que aquests drets ara pertanyen a Metro-Goldwyn-Mayer a través de la seva compra de Orión.
La major part de la pel·lícula es va rodar en l'escenari 3/8 en el Hollywood Center Productions a Los Angeles, el mateix estudi on es va filmar la sèrie de televisió original.

## Recepció
La Família Addams va recaptar 113 milions de dòlars als Estats Units i 191 a tot el món. El pressupost de la pel·lícula va ser de 30 milions.
La pel·lícula va ser reconeguda com a millor pel·lícula de terror de l'any el 1991 per la Sala de terror de la Fama. Carel Struycken va aparèixer en la cerimònia de premis per rebre el premi en nom de l'elenc.

## Premis[calcitació]
La pel·lícula va estar nominada a diversos premis:
- 1991: Oscar al millor vestuari per Ruth Myers
- 1991: BAFTA al millor maquillatge i perruqueria per Fern Buchner, Katherine James i Kevin C. Haney
- 1991: BAFTA al millor disseny de producció per Richard MacDonald
- 1991: Globus d'Or a la millor actriu musical o còmica per Anjelica Huston